# Lista de episódios de Naruto Shippuden (12.ª temporada)
Esta é uma lista de episódios da décima segunda temporada de Naruto Shippuden. Foi exibida entre 4 de outubro de 2012 e 28 de março de 2013, compreendendo do episódio 282 ao 306. 
| # | Título                                                                         | Estreia                 |
| --- | ------------------------------------------------------------------------------ | ----------------------- |
| 282 | "História Secreta da Dupla Mais Forte!" "秘話・最強タッグ!"                    | 04/10/2012              |
| Naruto e Bee vão para guerra, mas de repente Raikage e Tsunade aparecem. Eles pedem para dar meia volta na Ilha da Tartaruga, mas Naruto responde dizendo que não e não suporta o fato das pessoas lutando para tentar proteger Naruto e Bee e Raikage começa a tornar uma nova medida, matar Naruto. Bee tenta deter seu irmão para não tentar fazer uma loucura e ter fé no Naruto como também relembra de quando Raikage e Bee acabaram sendo conhecidos como os irmãos A e B. Raikage relembra da iniciação quando Bee formou dupla com ele. Killer A antes de se tornar Raikage, conhece o antigo Jinchuuriki do Hachibi antes de passar para seu irmão. Killer A dá a notícia a Bee que se tornará o Jinchuuriki do Hachibi. Bee e Killer A confrontam Namikaze Minato, mas Minato menciona de algo em especial, que o antigo Jinchuuriki tinha mencionado ao Killer A. |                                                                                |                         |
| 283 | "Dois Sóis" "二つの太陽!!"                                                     | 11/10/2012              |
| Durante a batalha, Bee e Naruto confrontam Raikage, mas ele ainda não cedia. Tsunade confronta Raikage e pede para deixar Naruto participar da batalha. Raikage relembra de antes de se tornar Raikage e Killer A pede a Bee para ficar na Ilha da Tartaruga para manter o Hachibi consigo para aperfeiçoar a Explosão Bijuu. Bee confronta Raikage no Lariat, mas o derrota e admite que ficou mais forte, até mesmo seu Lariat. Raikage admite já se tornaram ele e Bee a dupla mais forte e Bee fala que Naruto possui dois sóis e Naruto responde dizendo que são seus pais, que faz Raikage duvidar se Naruto é mesmo o salvador da era atual ou não. Raikage se reergue e enfrenta Naruto, mas Naruto consegue ser mais rápido, se comparando com a velocidade de Minato desviando do ataque do Raikage que permite o naruto a participar da guerra. Entretanto no final aparece o mascarado utilizando os antigos Jinchuurikis como os seis caminho de Pain (Pain no Rikudo), todos eles possuem o Sharingan e o Rinnegan. |                                                                                |                         |
| 284 | "Akebino Jinin Da Espada Rachadora De Elmos" "兜割! 通草野餌人"                | 18/10/2012              |
| (Filler Canon) Sem nenhum sinal do inimigo, Kakashi diz a Terceira Divisão para descansar enquanto eles podem, mantendo uma mudança de guarda de meia hora. A sede envia um pergaminho e suporte para a divisão que Kakashi dá para Sai, a fim de usar o Fūinjutsu ensinado a ele por Danzou. Lee é atribuído como guarda-costas de Sai como ele se tornaria incapaz de se defender enquanto ele usasse a técnica. Sai, no entanto, ainda fica apreensivo sobre o uso da técnica, pois era necessário que ele usasse "energia emocional" para torná-lo mais poderoso e como um ANBUNe, ele foi ensinado a reprimir tais coisas. Ele também estava preocupado com o fato de que, quando ele tentou usar a técnica, ele foi consumido por emoções negativas. Ao amanhecer do dia seguinte, a divisão é atacada por Gari, Pakura, Jinpachi Munashi, Kushimaru Kuriarare, Ameyuri Ringo e Jinin Akebino — todos os quais usando táticas de guerrilha para dividir as forças da divisão e derrubá-los individualmente, e ao perceber isso, Kakashi, com a espada de Zabuza confronta Jinin e manda dizer a sua divisão para ficarem juntos. Confrontando Jinin que foi massacrando suas forças, enquanto Sai e Nara Ensui ficaram para auxiliar no selamento, Sai ainda é inicialmente incapaz de usar a técnica. Quase completamente dominado por memórias, Sai finalmente percebe que as emoções, sentimentos negativos nem sempre é prejudicial e é finalemnte capaz de usar o Fūinjutsu: Koshi Tandan para selar Jinin. Com Jinin selado, os outros shinobi Kuchiyose: Edo Tensei se retiram e eles são ordenados para não persegui-los individualmente. |                                                                                |                         |
| 285 | "Usuária do Estilo Calor! Pakura da Sunagakure" "灼遁使い! 砂隠れのパクラ"     | 25/10/2012              |
| (Filler Canon) Maki relembra dos velhos tempos quando tinha aulas com Pakura que foi morta e considerada heroína. Agora no campo de batalha, ela, sua companheira Luka e o cap. Monga enfrentam dificuldades ao lidar com Gari, Zaji e Omoi lidam com outro usuário Kekkei Genkai. Depois de cap. Monga lidar com Gari, Pakura aparece e o mata. Pakura fala que foi usada como um peão, com ordem do Quarto Kazekage, uma barganha para conseguir a paz com a névoa e está fazendo isso para se vingar da Aldeia da Névoa, mas Maki garante que o tal ressentimento ficou no passado e luta com as outras aldeias pelo bem do futuro. Zaji e Omoi voltam da missão em que estavam e ajudam Maki e quase a pegam de vez, mas Gari a salva. Pakura ainda consciente, imobiliza Gari, para que Maki, Ruka, Zaji e Omoi fujam. Gari e Pakura tem suas consciência tomada e se tornam zumbis escravos de Kabuto. |                                                                                |                         |
| 286 | "Aquilo que Não se Pode Recuperar" "取り戻せないもの"                          | 1/11/2012               |
| (Filler) Tsunade relembra quando apostou com Naruto se realmente dominaria o Rasengan. Bee e Naruto partem para a guerra, mas Naruto fica confiante graças ao apoio de Tsunade. Tsunade conta a Raikage de quando apostava, perdia muito dinheiro e quando usa o Henge no Jutsu, usava a aparência de uma criança para enganar os apostadores. Raikage e três ninjas da Kumogakure Karai, Nigai e Amai partem com o pergaminho da Vila Oculta da Madeira. Karai é atingido e Nigai fica para conseguir tempo, mas também é atingido pelos ninjas mercenários de Nokizaru e explode. Raikage usa o Raiton nos ninjas e eles recuam e pega Karai para ser tratado. Amai vai para a outra aldeia e houve rumores da Tsunade e que seria ela que trataria de Karai. Raikage é levado por Amai até o bar e vê Tsunade e Shizune bêbadas e Raikage desafia Tsunade, mas ela não compareceu ao desafio. Já sóbria, Raikage vai mais uma vez foi pedir um desafio a Tsunade e ela aceita e o desafio é queda de braço. Ambos começam e com sua velocidade, Raikage ganha de Tsunade e ela e Shizune vão cuidar do doente que está com um inseto preso dentro de si em seu peito. |                                                                                |                         |
| 287 | "Alguém em Que se Pode Apostar" "賭けるい値する者"                             | 1/11/2012               |
| (Filler) Tsunade explica que com o ataque surpresa dos ninjas de Nokizaru, eles exalaram um vírus, mas Raikage, não houve nenhuma reação e Tsunade solicita que Shizune opere Nagai. Tsunade pede que Raikage dê sua palavra que não irá intervir na operação e Raikage aceita, mas vê um inseto espião dos ninjas Nokizaru. Shizune e Amai tratam de Nigai e respingo de sangue atinge Tsunade que a deixa trêmula. Raikage descobre que Tsunade sofre de hemofobia. Shizune conta ao Raikage que ela perdeu seu irmão mais novo Nawaki e também o tio de Shizune Dan Kato, mas acredita que pode fazer muito mais com seu ninjutsu médico e remove o inseto parasita. Raikage garante que ganhou a aposta mas na verdade estava apostando tudo em Dan e Nawaki e Tsunade o pede para agir como homem quando superou sua hemofobia quando tentou curar Naruto depois da luta que teve com Kabuto e Raikage já estava preparado para enfrentar o pior desde que a aliança Shinobi foi formada. Bee pede a Naruto para mostrar o pingente que ganhou de Tsunade, mas Naruto fala que não possui porque a Kyuubi o destruiu, mas mantém a promessa de se tornar Hokage, como também carrega a aposta que Tsunade fez a Naruto. |                                                                                |                         |
| 288 | "Perigo: Jinpachi e Kushimaru!!" "脅威、甚八・串丸コンビ!!"                    | 8/11/2012               |
| (Filler Canon) Kakashi em posse da espada de Zabuza em missão enfrenta sozinho Nanashi Jinpachi e Kuriarare Kushimaru quando tentava salvar um grupo de ninjas da força aliança, mas não consegue salvar todos, exceto uma Kunoichi. Jinpachi e Kushimaru encurrala Kakashi, mas é salvo por Guy. Contudo, ambos acabam sendo encurralados e Kakashi e Guy relembram de uma missão em que Kakashi era capitão e seu time tinham Guy e Rin, quando estava viva, mas Kakashi ainda se lembrava de quando Uchiha Obito o salvou e Rin e também quando o presenteou com o Sharingan. Guy enfrenta os outros ninjas da Nuvem sozinho desprecitadamente, mas Kakashi o salva, ainda sentindo os efeitos do cansaço e dos ferimentos, mas consegue impedir os outros ninjas realizar um tal jutsu usando o Chidori, mas Rin trouxe reforços e conseguem sobreviver a missão. Kakashi e Guy ainda enfrentam Jinpachi e Kushimaru e descobrem que não valorizam seus parceiros, em que se aproveitam. A Kunoichi salva por Kakashi, trouxe reforços e Jinpachi e Kushimaru são selados. |                                                                                |                         |
| 289 | "A Lâmina Relâmpago: Ameyuri Ringo" "雷刀!! 林檎雨由利"                        | 15/11/2012              |
| (Filler Canon) Depois de lidar com Jinpachi e Kushimaru, Kakashi e Guy recebe um relatório que Yurui e outros ninjas estão sendo perseguidos por Ameyuri Ringo. Nurui e outros ninjas tenta ajudar Yurui, mas Yurui acaba morrendo e Omoi fica transtornado pelas consequências da guerra. Nurui sendo o mais velho, decide fugir para tentar atrair Ameyuri, mas Omoi fica transtornado por presenciar a morte de Yurui e decide confrontar Ameyuri, mas não foi páreo para Ameyuri e Nurui e Kayui resolve prestar apoio a Omoi, mas acabam sendo pegos. Nurui revela que Nurui, Yurui e Kayui prepararam um pântano camuflado para pegar Ameyuri e Omoi a leva até lá. Quando Ameyuri usa o Raiton, a camuflagem é removida e Omoi pretendia ser afundado com ela no pântano, mas Kakashi e Guy chegam a tempo e ordena a Sai a retirar Omoi de lá. Omoi se apresenta e a presenteia com um pirulito e Ameyuri o presenteia com as suas espadas, aparentando gostar dele. Kakashi e Guy recebe um relatório do QG que Bee e Naruto sairam da Ilha da Tartaruga e agora se dirigem para a guerra. |                                                                                |                         |
| 290 | "Chikara - Episódio 1" "「力"                                                  | 06 de Dezembro de 2012  |
| (Filler) |                                                                                |                         |
| 291 | "Chikara - Episódio 2" "「力"                                                  | 13 de Dezembro de 2012  |
| (Filler) |                                                                                |                         |
| 292 | "Chikara - Episódio 3" "「力"                                                  | 20 de Dezembro de 2012  |
| (Filler) |                                                                                |                         |
| 293 | "Chikara - Episódio 4" "「力"                                                  | 27 de Dezembro de 2012  |
| (Filler) |                                                                                |                         |
| 294 | "Chikara - Episódio 5" "「力"                                                  | 03 de Janeiro de 2013   |
| (Filler) |                                                                                |                         |
| 295 | "Chikara - Episódio 6" "「力"                                                  | 10 de Janeiro de 2013   |
| (Filler) |                                                                                |                         |
| 296 | "Naruto Entra na Guerra" "ナルト,参戦!!"                                       | 17 de Janeiro de 2013   |
| Bee e Naruto entram na guerra para ajudar os ninjas da Força Aliança Shinobi. Tsunade recebe um relatório de que os Zetsus estão usando as células de Hashirama, ou seja, do Yamato. Shikaku passa o relatório para Bee e Naruto o que acontece com relação aos infiltrados e que o mascarado é imortal. Naruto parte enfrentando a Força Aliança Shinobi, sendo que eram os Zetsus disfarçados e Bee entra para dar uma força. Naruto espalha seus Bushins para procurar mais infiltrados. Enquanto em algum lugar Gaara confronta o Yondaime Kazekage, seu pai, enquanto Onoki confronta Mu, seu antigo mestre. Durante a luta, o Yondaime Kazekage pergunta ao Gaara porque não tem mais o Shukaku, mas Gaara responde que foi a própria Akatsuki que tirou o Shukaku. |                                                                                |                         |
| 297 | "Os Sentimentos de um Pai, O Amor de uma Mãe" "父の想い, 母の愛"               | 24 de Janeiro de 2013   |
| A luta de areia começa a ficar equilibrada que a areia toma a forma da mãe de Gaara, Karura. Yondaime Kazekage confessa que teve inveja de sua esposa e Gaara, apesar de ainda confiando o Ichibi no Shukaku nele e pede para Yashamaru tirar a vida de Gaara. Yashamaru tenta tirar a vida de Gaara, mas Gaara é protegido pela própria areia que carregava consigo e Yashamaru se revela e fala que nunca será importante na vida. Yondaime Kazekage estava errado que um Jinchuuriki nunca seria aceito pela humanidade, mesmo com a experiência que teve com Naruto no passado, isso faz com que Gaara mudasse drasticamente e o perdoa antes de confinar seu pai. |                                                                                |                         |
| 298 | "Finalmente Eles se Encontram! Naruto VS Itachi!" "ついに接触!!ナルトVSイタチ" | 31 de Janeiro de 2013   |
| Bee e Naruto encontram duas pessoas e eles se revelam como Itachi e Nagato. Naruto conversa com Itachi de um diálogo que teve com o mascarado da Akatsuki da última missão que tiveram para pedir o Raikage para que perdoe o Sasuke, mas Kabuto começa usando suas invocações reencarnadas, mas ao Naruto ver o Sharingan de Itachi, um corvo sai da boca de Naruto com um Mangekyō Sharingan, que liberta Itachi do controle de Kabuto, apesar de estar sob o efeito do Edo Tensei. Este Sharingan se revela como de Uchiha Shisui, conhecido como Shisui das Alucinações, melhor amigo de Itachi. E revela que este jutsu, é um genjutsu supremo chamado Koto Amatsukami, que só Shisui possuía, seria ativado quando ele se encontrasse com Sasuke, que ele acreditava que iria implantar seus olhos, por causa da cegueira. Logo, Sasuke teria o Mangekyō Sharingan de Itachi e, automaticamente, o corvo sairia da boca de Naruto e daria uma ordem a Sasuke de proteger Konoha. Com isso, é revelado o que Itachi quis dizer quando encontrou Naruto na floresta, antes de morrer. E também é revelado que sim, Uchiha Shisui deu um de seus olhos a Itachi, para evitar que Danzou ficasse com os dois olhos dele e para que Itachi pudesse, um dia, usá-lo para proteger a vila. O corpo de Nagato se refaz e começa o cerco do ataque em Bee, Itachi e Naruto, e então Nagato recupera a cor original de seu cabelo. |                                                                                |                         |
| 299 | "O Reconhecido!" "認められし者"                                                | 07 de Fevereiro de 2013 |
| Naruto tenta contra-atacar com o Rasen-Shuriken, mas o próprio Nagato absorve o Rasen-Shuriken, que se torna o Rikudou Pain, que também captura Bee, mas são salvos por Itachi. Com uma nova tática de ataque, Bee, Itachi e Naruto lutam juntos e derrotam Nagato e antes de ser selado no jarro pelo Susano'o de Itachi, Nagato passa as últimas palavras a Naruto. Depois de Nagato ser selado, o chakra que Naruto possui com a Kyuubi se desfaz. O corvo que possuia o Sharingan de Shisui desaparece, mas Itachi acretitava que o próprio Naruto poderia parar Sasuke, mesmo sem o uso do Sharingan de Shisui. Naruto ainda quer continuar lutando, mesmo com pouco chakra, mas Itachi fala para não se exaltar, para que não termine como o mascarado da Akatsuki e tem em mente de desfazer o Edo Tensei. Bee fala que está com Naruto a pedido de Iruka. |                                                                                |                         |
| 300 | "O Mizukage, O Marisco Gigante e as Miragens!" "水影と蜃と蜃気楼"              | 14 de Fevereiro de 2013 |
| Em algum outro lugar, Edo-Raikage e Edo-Mizukage escapam do selo de Gaara e Gaara deixa o Edo-Mizukage com a força aliada, mas o Edo-Mizukage chega a dar trabalho, mas descobrem que o verdadeiro Edo-Mizukage está escondido por causa de um molusco, evocado pelo próprio Edo-Mizukage. Enquanto isso Gaara se junta a Onoki e lutam contra Edo-Mu, mas Naruto chega para ajudá-los com novas técnicas, Wakusei Rasengan e Rankaiten Rasengan. Onoki imobiliza Edo-Mu e Gaara pergunta a Naruto porque veio para o campo de batalha, mas Shikaku entra em detalhes. Gaara e Onoki seguem para ajudar a Força Aliada na luta contra Edo-Mizukage e Naruto, vai confrontar o Edo-Raikage. Gaara chega no intuito de distrair o Edo-Mizukage, mas Onoki tenta usar o Jinton, porém não tem forças devido a batalha que teve com Edo-Mu, mas utiliza o Doton que destrói a invocação feita por ele, no entanto Onoki é atingido pelo jutsu Bala de Água do Edo-Mizukage. |                                                                                |                         |
| 301 | "Paradoxo" "矛盾"                                                              | 21 de Fevereiro de 2013 |
| A Força Aliada enfrenta problemas ao lutar contra o Sandaime Raikage. Dodai, membro da Nuvem, fala que para combater o Terceiro Raikage, deveria usar o elemento Vento, foi então que Naruto chega no campo de batalha. Naruto confronta o Sandaime Raikage com diversos Razen-Shuriken, mas seu corpo nada sofria. Naruto nota uma cicatriz em seu peito e Dodai comenta que o Sandaime Raikage morreu de forma vergonhosa. Naruto tenta o Bijuu Dama, que tal jutsu era demais para o Naruto. Naruto pede a Dodai para entrar em contato com Bee, mas Dodai fala que será necessário um ninja sensorial para contatar Bee, sendo ele um ninja sensorial, ele contata Inoichi para contatar Bee. Naruto contata Bee e pede para falar com Hachibi. Naruto pergunta ao Hachibi como o Sandaime Raikage conseguiu sua cicatriz e Hachibi passa a resposta. Naruto entra no modo Sennin e tenta com um Rasengan. Naruto se posiciona no Sandaime Raikage e direciona a mão do Sandaime Raikage em seu peito. Depois de selar o Sandaime Raikage, Dodai pergunta como foi que Raikage morreu, mas Naruto responde dizendo que ambos lutaram com tudo que tinham, Sandaime Raikage e Hachibi, mas Sandaime Raikage cai de exaustão e se fere com sua própria mão. |                                                                                |                         |
| 302 | "Medo - Garoto Brincalhão" "恐怖・蒸危暴威"                                    | 28 de Fevereiro de 2013 |
| Quando o Edo-Mizukage pensou que tinha acertado Onoki, na verdade era um Bushin de areia criado por Gaara, que prende Edo-Mizukage, mas o Edo-Mizukage criou um Bushin de água na forma de um garoto que possui contador a ponto de explodir. O verdadeiro Edo-Mizukage é encontrado e preso na pirâmide de areia, mas o clone de água infantil continua a se mover a ponto de crescer e explodir, mas Gaara os protege usando a areia na forma de sua mãe. Gaara envolve o Bushin infante e o Edo-Mizukage tenta explodir, mas por baixo da areia o Bushin infante se transforma em ouro por conseguir um pouco da areia dourada do Yondaime Kazekage. Naruto chega ao campo de batalha e vê o Edo-Mizukage na areia e o Edo-Mizukage ata um deboche dizendo que os dois se combinam e Gaara ironicamente responde "Entendo". Temari pede a Onoki para ir ao posto médico, mas Onoki se recusa e é carregado por Matsuri e outra Kunoichi. Gaara percebe que quem está lá é um clone do Naruto e pergunta onde está o verdadeiro e essa altura Naruto na forma de chacra começa a agir para rastrear os Zetsus intrusos infiltrados. Kabuto tem em mente trazer o quarteto do som. |                                                                                |                         |
| 303 | "Fantasma do Passado" "過去の亡霊"                                             | 07 de Março de 2013     |
| (Filler) Começa a batalha da Força Aliada contra o quarteto do som. Shikamaru enfrenta Tayuya, Choji Jiroubo, Kiba Sakon e Ukon e Neji Kidoumaru, mas o quarteto de Konoha tomou as devidas precauções para não serem pegos, mas são atraídos para uma armadilha e são teletransportados para outro lugar. |                                                                                |                         |
| 304 | "A Técnica de Teletransporte ao Submundo" "黄泉転身の術"                       | 14 de Março de 2013     |
| (Filler) O quarteto de Konoha são teletransportados onde descobrem que suas almas apenas foram trazidas no campo de batalha. Ino e Shino fazem o possível para trazerem Shikamaru, Choji, Kiba e Neji. Enquanto isso Naruto continua a procura de outros Zetsus infiltrados. Durante a batalha descobrem que mesmo que o quarteto som seja derrotado, não haveria garantia de retorno ao mundo real. |                                                                                |                         |
| 305 | "Os Vingadores" "復讐者"                                                       | 21 de Março de 2013     |
| (Filler) Continua a batalha do quarteto de Konoha contra o quarteto som. Durante a luta, o quarteto do som não luta com todo seu poder e utiliza mais chacra concentrado do selo da maldição e falam que receberam esse poder de Orochimaru que mesmo até a morte, poderiam concretizar sua vingança. Com comunicação telepática, Shikaku e Inoichi passaram instruções a Naruto para poder confrontar o quarteto do som. Shikamaru pressiona Tayuya e diz que seu trunfo era usar Naruto para poder confrontar o quateto do som. Shikamaru, Choji, Kiba e Neji escapam da barreira e Naruto enfrenta o quarteto do som sozinho e os derrota. Fora da barreira, Naruto termina no modo normal com a flauta de Tayuya em seu poder. |                                                                                |                         |
| 306 | "O Olho do Coração" "心の目"                                                   | 28 de Março de 2013     |
| (Filler) Hinata relembra com Neji de quando treinavam para o ritual Senbon e Hinata fica cega. Neji fica sabendo que para Hinata recuperar a visão teria de ir no Vale do Julgamento para conseguir uma planta chamada Eufrasia e ele, Naruto, Sakura vão atrás da tal planta. Durante a jornada, são atacados por ninjas cegos, mas são salvos por Kakashi e Guy e falam que Orochimaru estava atrás da planta por causa de que seria boa para usar para tratar dos olhos para amplificar seus poderes oculares. Entretanto, Hinata fica em casa apreciando os fogos de artifício sem poder ver enquanto Neji observava de longe. |                                                                                |                         |